# Abdelwahab Meddeb
Abdelwahab Meddeb (Arabisch: عبد الوهاب المدب) (Tunis, 1946 – Parijs, 6 november 2014) was een Franse schrijver van Tunesische afkomst.

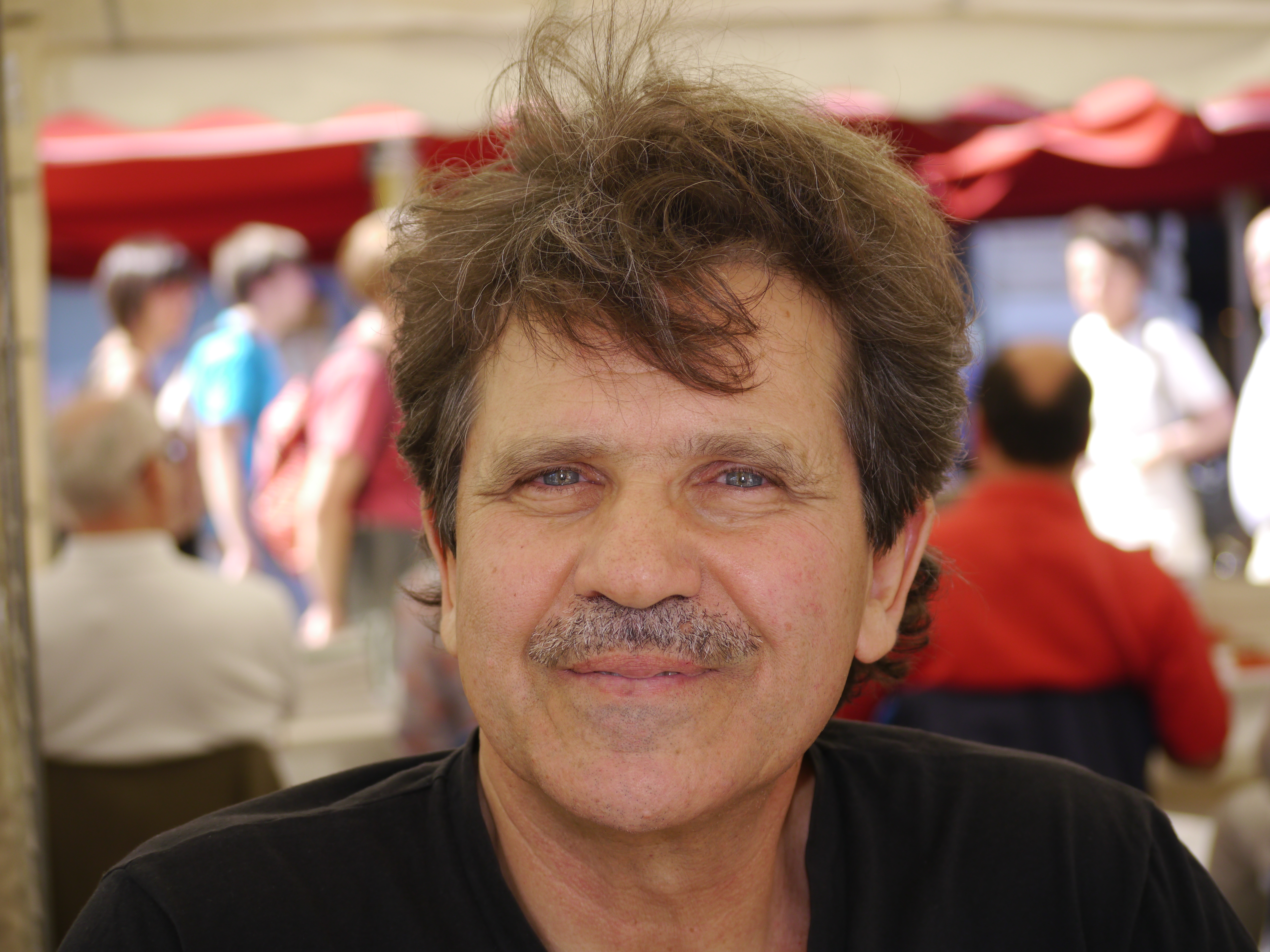
Abdelwahab Meddeb

Hij migreerde op jonge leeftijd van Tunesië naar Frankrijk. Hij studeerde er letteren en kunstgeschiedenis aan de universiteiten van Parijs en Aix-Marseille. Daarna vond hij werk als lector bij uitgeverij Editions du Seuil. Meddeb richtte het internationaal blad Dédale op, en verwierf een professoraat in de vergelijkende literatuur aan de universiteit Paris X. Hij was tevens gastdocent aan diverse universiteiten, waaronder die van Yale en Genève. Hij werkte tevens mee aan de uitzendingen Cultures d'islam van de radiozender France Culture.
Meddeb was bijzonder gevoelig voor wat hij noemde zijn "dubbele afkomst": Europees en moslim, Frans en Arabisch. Behalve in de ruimte overschrijdt hij ook grenzen in de tijd. In zijn werk grijpt hij terug naar de presocratische filosofie, het soefisme, Arabische en Perzische dichters, evenals Europese dichters uit de middeleeuwen en de renaissance, en de klassieke meesters uit China en Japan. Hij behoudt een voorname plaats voor de teksten van Ibn Arabî en Dante.
Meddeb was ook gevoelig voor de hedendaagse gebeurtenissen. Na 11 september 2001 verdiepte hij zich in het integrisme en het islamisme, wat leidde tot het boek La maladie de l'Islam (2002). Voor dit boek kreeg hij de prijs François Mauriac. Hij schreef dit werk in de eerste plaats voor de moslims en wil een hervorming bereiken van de islam door zelfkritiek en toepassing van de rede en grijpt daarbij terug naar islam-filosofen uit vroegere eeuwen die een aanzet gaven tot een meer liberale islam onder scheiding van religie versus bestuur en staat.
Voor zijn dichtbundel "Matière des oiseaux" ontving hij de prijs Max Jacob. In 2007 werd hij bedacht met de Prix international de francophonie Benjamin Fondane voor zijn boek Contre-prêches.
Hij overleed aan een ernstige ziekte op 68-jarige leeftijd.

## Publicaties
Franse titels
- La maladie de l'islam, Editions du Seuil, Paris (2002)
- Face à l'islam, entretiens (2003)
- Saigyo. Vers le vide avec Hiromi Tsukui (2004)
- L'exil occidental (2005)
- Tchétchénie surexposée avec Maryvonne Arnaud (2005)
- Contre-prêches. Chroniques (2006)
- Islam, la Part de l'Universel (2006)
- La Conférence de Ratisbonne, enjeux et controverse avec Jean Bollack et Christian Jambet (2007)
- Sortir de la malédiction. L'islam entre civilisation et barbarie (2008)

Nederlandse titels
- De ziekte van de islam, vertaald uit het Frans door F. de Haan, Uitg. Ten Have/Pelckmans Kampen (2007]), ISBN 9789079001033

## Referentie
1. ↑  (fr)  'Abdelwahab Meddeb est mort' op journaltunisie.info, 6 november 2014 (gearchiveerde link).

- Bibsys: 98075009
- Biblioteca Nacional de España: XX1183746
- Bibliothèque nationale de France: cb119154173 (data)
- CiNii: DA1176365X
- Gemeinsame Normdatei: 119292602
- International Standard Name Identifier: 0000 0003 8320 2224
- Library of Congress Control Number: n79093435
- Nationale Bibliotheek van Tsjechië: jo2014833015
- Nationale bibliotheek van Australië: 56963556
- Nationale Bibliotheek van Israël: 987007265255705171
- Nationale Bibliotheek van Polen: a0000003709263
- Nederlandse Thesaurus van Auteursnamen: 072165480
- Réseau des bibliothèques de Suisse occidentale: 02-A021776257
- LIBRIS: 254823
- Système universitaire de documentation: 027021068
- Trove: 1666587
- Virtual International Authority File: 268001579
- WorldCat: E39PBJqqkywVyWBQcH7WvV3YT3